# 西伯特岩
64°49′S 63°2′W / 64.817°S 63.033°W
西伯特岩（Siebert Rock），是南極洲的岩石，位於葛拉漢地的丹科海岸，處於勒梅爾島西南端，是利恩圖爾海峽的入口處，由智利探險隊繪入地圖，現時由南極條約體系管理。